# Суматранский барбус
Суматранский барбус, или суматранский пунтиус (лат. Puntigrus tetrazona) — вид лучепёрых рыб семейства карповых. Популярная аквариумная рыбка.

## Ареал
Обитает в водоёмах островов Суматра и Калимантан. Завезён в Европу в 1935 году, в Россию — в 1947 году.

## Описание
- Очень активные, весёлые рыбки. Из-за своей неприхотливости рекомендуются как опытным, так и начинающим аквариумистам[3].
- Плотное светло-коричневое тело с четырьмя вертикальными чёрными полосами, длина до 7 см.
- Для содержания необходима вода с температурой 22—24 °C, жесткость до 17°, pH 6,5—7,0. Способны выжить при понижении температуры воды вплоть до 15 °C.
- Половозрелость наступает к 12 месяцам, плодовитость до 500 икринок.
- Продолжительность жизни — 3—4 года.
- Не рекомендуется содержать с рыбами, имеющими длинные или вуалевые плавники. Часто атакуют аквариумных улиток.
- При содержании парами могут досаждать другим обитателям, но в стаях от пяти штук занимаются друг другом, выстраивают иерархические отношения в группе, оставляя остальных рыбок в относительном покое.
- Существует зеленая цветовая вариация, мшистый барбус или барбус-мутант. Селекционерами выведена и вуалевая форма[4].

## Кормление
Суматранского барбуса можно кормить живым и сухим кормом, но в рацион обязательно должны входить растительные добавки, что предотвращает ожирение и болезни. Кроме того, при недостатке растительного корма рыбы начинают ощипывать молодые растения.

## Разведение
Пару производителей, подготовленных заранее, помещают в нерестовой аквариум, где должны быть мелколистные растения при температуре воды 25—26 °C. Самка выметывает около 400—600 икринок. Икринки несколько больше 1 мм и имеют желтоватый цвет. Через 24—36 часов вылупляются мальки, которые  первые дни висят на растениях. Через 4—5 дней мальки уже плавают и держатся в непосредственной близости от грунта. В это время длина их уже более 5 мм и они уже начинают есть мельчайший корм: циклопов и дафний. В возрасте 2,5—3 месяцев по окраске можно отличить будущих самцов от самок. Половой зрелости рыбы достигают через 6—8 месяцев. За тёплое время года самка суматранского барбуса способна несколько раз отложить икру и дать потомство.

## Галерея

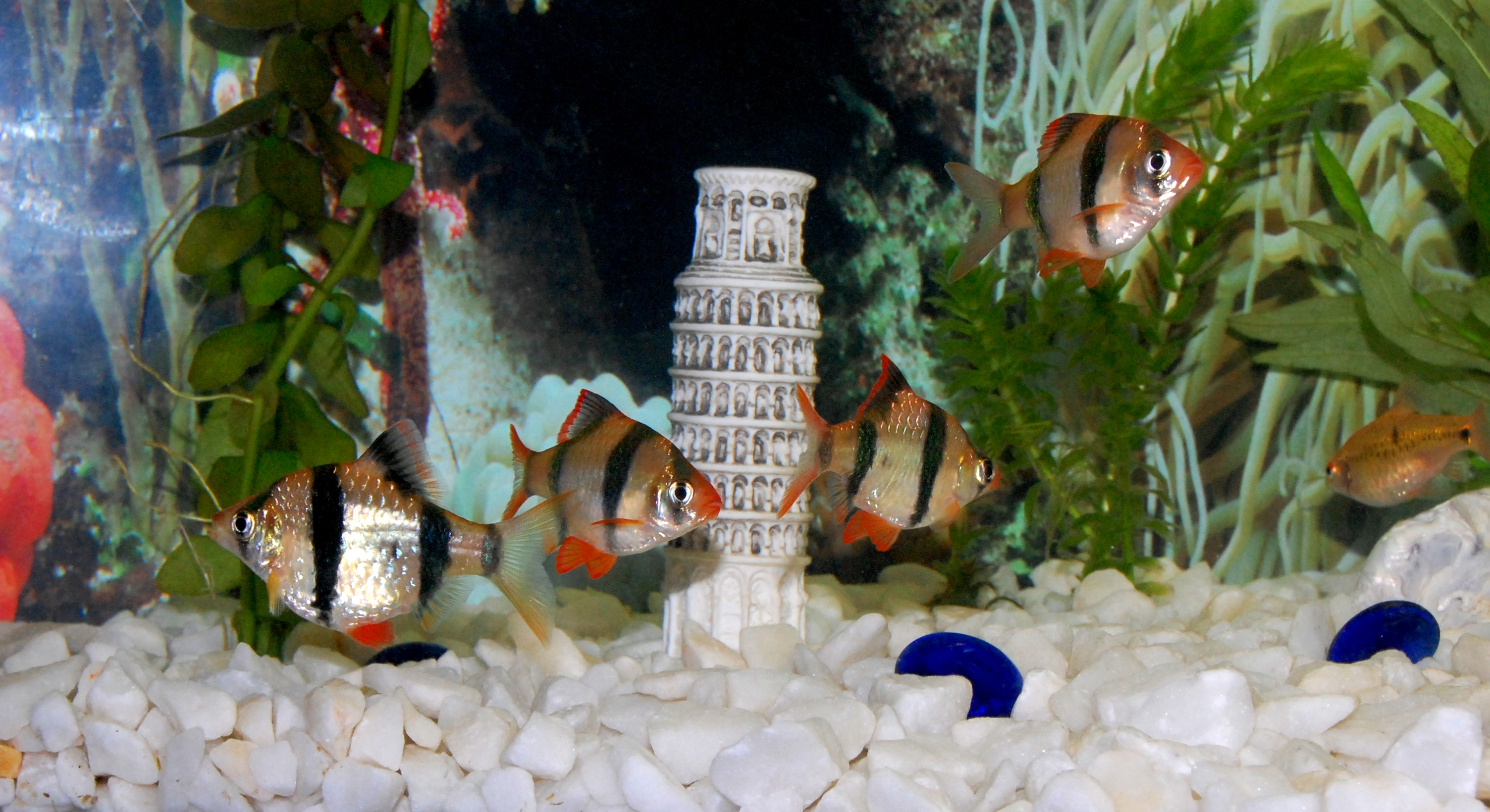
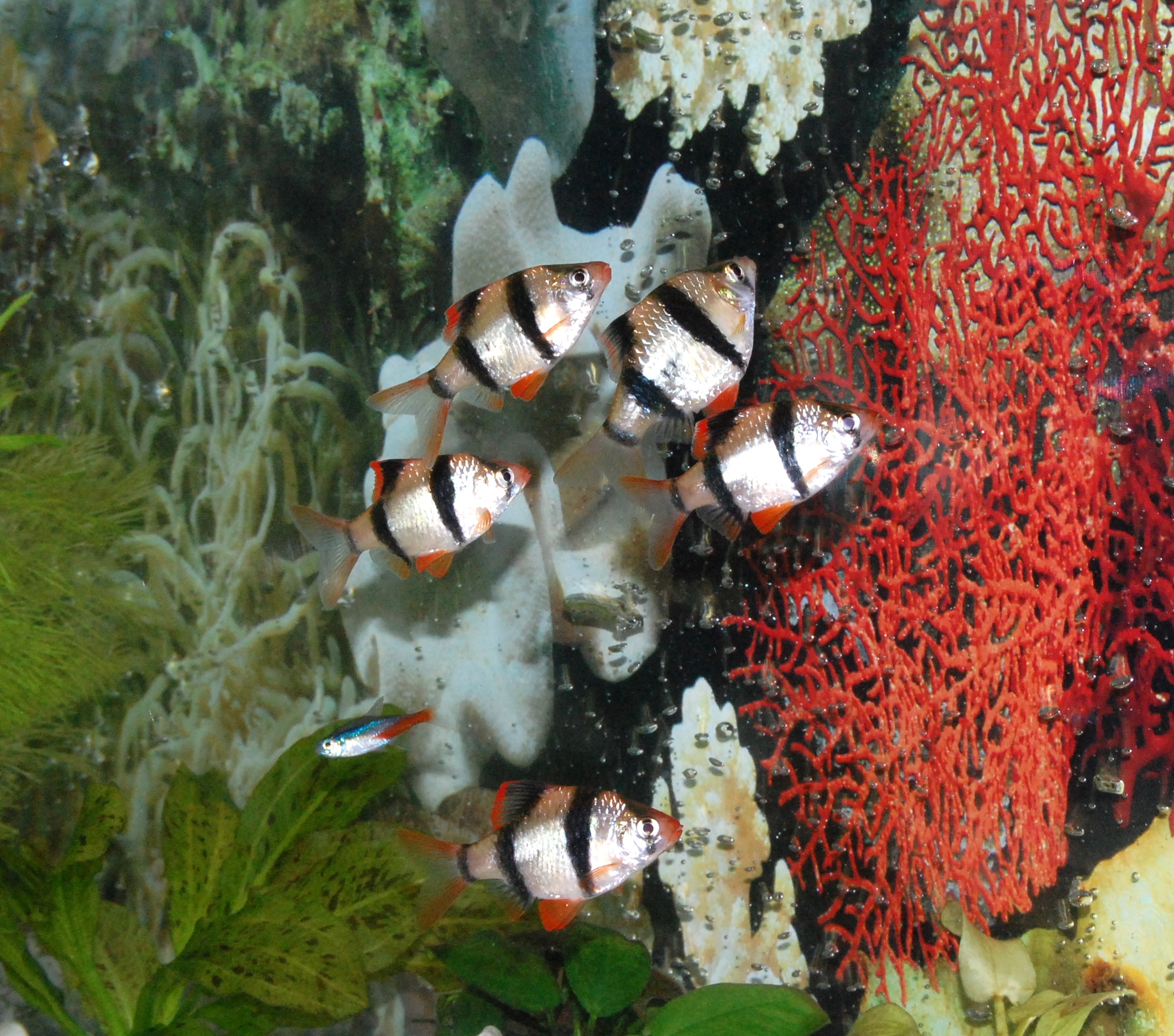
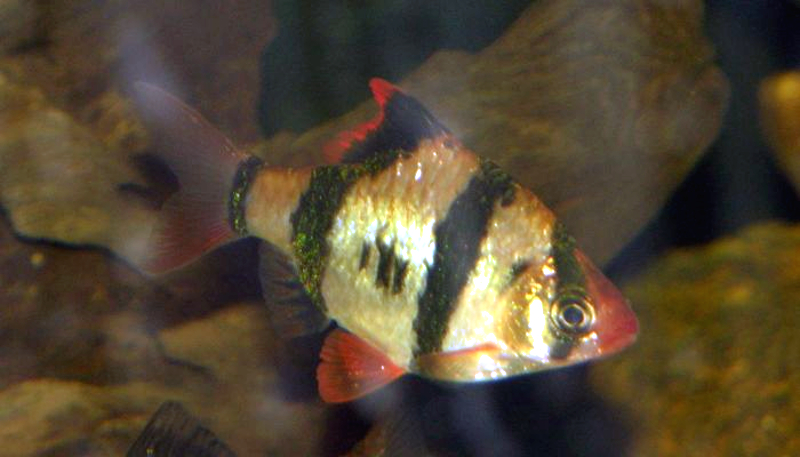
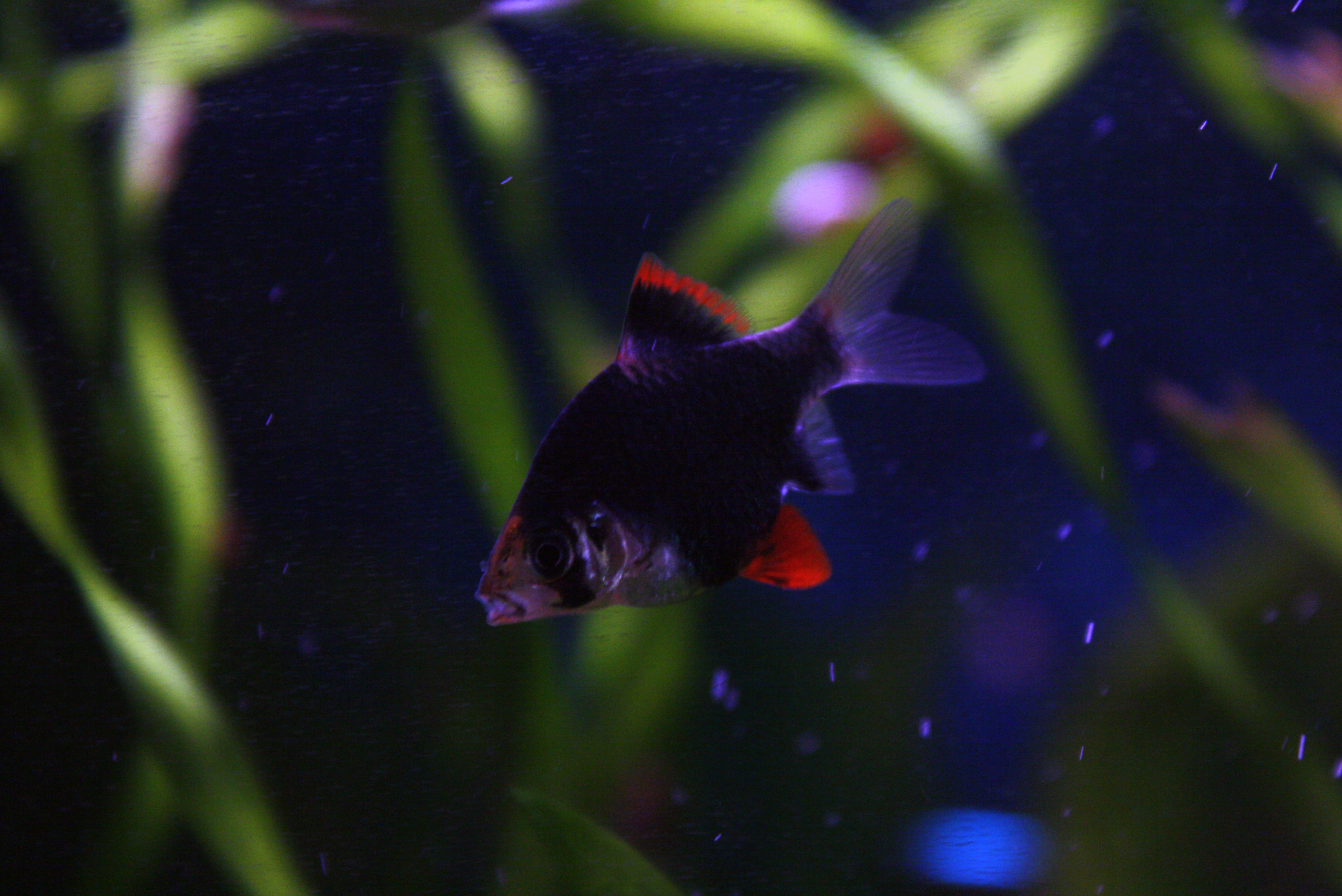